# Saison 4 de Greek
Chronologie
Saison 3
Cet article présente les dix épisodes de la quatrième saison de la série télévisée américaine Greek.

## Épisodes

### Épisode 1:Mieux vaut tard que jamais
- États-Unis : 3 janvier 2011 sur ABC Family[1]
- France : 7 janvier 2012 sur June[2],[3]

- États-Unis : 1,20 million de téléspectateurs[4](première diffusion)

### Épisode 2:Un bizut sinon rien
- États-Unis : 10 janvier 2011 sur ABC Family
- France : 7 janvier 2012 sur June[3]

- États-Unis : 1,07 million de téléspectateurs[5](première diffusion)

### Épisode 3:Le Sens de la vie
- États-Unis : 17 janvier 2011 sur ABC Family
- France : 14 janvier 2012 sur June[3]

- États-Unis : 0,92 million de téléspectateurs[6](première diffusion)

### Épisode 4:Un amour de brouteur
- États-Unis : 24 janvier 2011 sur ABC Family
- France : 14 janvier 2012 sur June[3]

- États-Unis : 0,90 million de téléspectateurs[7](première diffusion)

### Épisode 5:Les Anciens de la fête
- États-Unis : 31 janvier 2011 sur ABC Family
- France : 21 janvier 2012 sur June[3]

- États-Unis : 0,91 million de téléspectateurs[8](première diffusion)

### Épisode 6:Lourdes conséquences
- États-Unis : 7 février 2011 sur ABC Family
- France : 21 janvier 2012 sur June[3]

- États-Unis : 1,15 million de téléspectateurs[9](première diffusion)

### Épisode 7:Joyeux Calvinoël
- États-Unis : 14 février 2011 sur ABC Family
- France : 28 janvier 2012 sur June[3]

- États-Unis : 0,75 million de téléspectateurs[10](première diffusion)

### Épisode 8:Le Gêne du requin
- États-Unis : 21 février 2011 sur ABC Family
- France : 28 janvier 2012 sur June[3]

- États-Unis : 0,85 million de téléspectateurs[11](première diffusion)

### Épisode 9:Un Bieber sinon rien!
- États-Unis : 28 février 2011 sur ABC Family
- France : 4 février 2012 sur June[3]

- États-Unis : 0,89 million de téléspectateurs[12](première diffusion)

### Épisode 10:La Fin d'une Longue Histoire
- États-Unis : 7 mars 2011 sur ABC Family
- France : 4 février 2012 sur June[3]

- États-Unis : 0,92 million de téléspectateurs[13]